# Heinrich Christian Boie

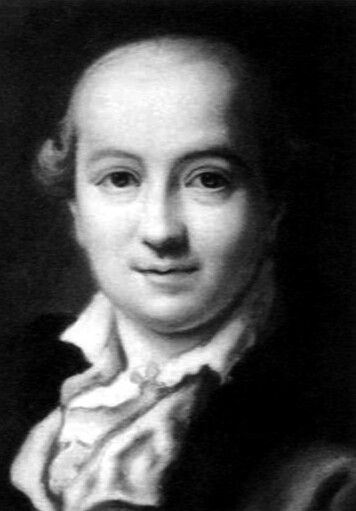
Heinrich Christian Boie

Heinrich Christian Boie (* 19. Juli 1744 in Meldorf; † 25. Februar 1806 ebenda) war ein deutscher Dichter und Herausgeber.

## Leben
Die Familie Boje gehörte im 18. und 19. Jahrhundert zu den sogenannten hübschen Familien.
Boie war der Sohn des Meldorfer Predigers und späteren Propstes von Flensburg Johann Friedrich Boie. Er studierte 1764–1767 Jura an der Universität Jena, ab 1769 in Göttingen. Dort gründete er zusammen mit Friedrich Wilhelm Gotter die literarische Sammlung Göttinger Musenalmanach, deren alleiniger Herausgeber er ab dem Jahre 1770 war; 1774 legte er die Redaktion nieder. Boie gelang es, den Almanach zunehmend für die moderne Literatur seiner Zeit zu öffnen. Insbesondere der Almanach auf das Jahr 1774 wurde zum Forum der neuen Schriftstellergeneration. Zu den Autoren zählten u. a. Goethe, Hölty und Bürger. Der Musenalmanach wurde im Zuge dessen zu einer populären Publikationsform im deutschen Sprachraum. Boies Sammlung ist der Grundstein der deutschen Almanachskultur, die bis zur Frühromantik andauerte.
1776 ging Boie als Stabssekretär nach Hannover. Ab 1781 hatte er das Amt eines Landvogtes in Süder-Dithmarschen inne. Er lebte seitdem wieder in Meldorf, wo er sich mit dem Arabienforscher Carsten Niebuhr anfreundete.
Am 12. September 1772 gründeten Johann Heinrich Voß, Johann Martin Miller, dessen Vetter G. D. Miller, Ludwig Christoph Heinrich Hölty, Johann Friedrich Hahn und Johann Thomas Ludwig Wehrs den sogenannten Göttinger Hainbund. Boie hatte als Mentor diese Dichter und jungen Männer um sich versammelt. Sein Almanach, der jährlich erschien, wurde das Sprachrohr des Hainbundes.

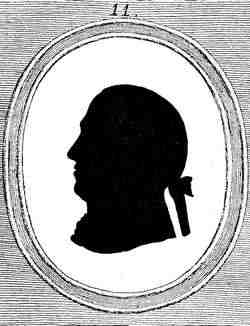
Schattenriss aus dem Jahr 1782

In den Jahren 1776 bis 1788 war Boie, zunächst gemeinsam mit Christian Wilhelm von Dohm und später alleine, der Herausgeber des Deutschen Museums und 1789–1791 der Fortsetzung dieser Reihe, des Neuen Deutschen Museums. In der vielseitigen und umfangreichen Monatsschrift fanden sich unter anderem literarische, philosophische und politische Abhandlungen. Zu den Beiträgern gehörten zum Beispiel Herder, Goethe und Klopstock. Das „Deutsche Museum“ wurde ein bedeutendes Organ in der Geschichte des deutschen Zeitschriftenwesens. Boie übersetzte R. Chandlers Reisen in Kleinasien und Griechenland aus dem Englischen.
Boies Schwester Ernestine heiratete 1777 den Dichter und Hainbund-Gründer Johann Heinrich Voß, den sie bereits in den Jahren zuvor durch die Kontakte des Bruders kennengelernt hatte.
Boie selbst heiratete im Juni 1785 Luise Mejer, mit der ihn eine langjährige (Brief-)Freundschaft verband, die jedoch nur ein Jahr später bei der Geburt des ersten Kindes starb. Seine zweite Frau wurde 1788 Sarah von Hugo, mit der er mehrere Kinder (darunter Zwillinge) hatte. Der Sohn Heinrich Boie starb auf Java an einer Tropenkrankheit, der ältere Bruder Friedrich wurde Jurist und Ornithologe.
In Göttingen hat Boie 1769–1776 in der Barfüßerstraße 16 gewohnt; an dem Haus befindet sich heute eine Gedenktafel.